# 南蘇丹國家男子籃球隊
南蘇丹國家男子籃球隊是代表南蘇丹參加國際籃球比賽的國家籃球隊。它成立於2011年5月，並於2013年12月成為FIBA的成員。

## 历史
南蘇丹國家男子籃球隊參加的首場比賽於2011年7月13日舉行。當時該隊在朱巴與烏干達聯賽的冠軍球隊力量篮球俱乐部對陣。最終力量篮球俱乐部以86-84獲勝。
2023年8月28日，南蘇丹在菲律賓馬尼拉以壓倒性的優勢擊敗中国国家男子篮球队，贏得了他們自參加籃球世界杯以來的首場勝利。
2023年9月2日，南蘇丹擊敗安哥拉，第一次獲得2024年巴黎夏季奧運會的參賽資格。

## 過往大賽成績及榮譽

### 夏季奥运会篮球比赛成绩
| 奧運記錄 |                |                |                |                |                |
| 年份     | 最終成績       | 排名           | 場數           | 勝             | 敗             |
| -------- | -------------- | -------------- | -------------- | -------------- | -------------- |
| 2016     | 未取得參賽資格 | 未取得參賽資格 | 未取得參賽資格 | 未取得參賽資格 | 未取得參賽資格 |
| 2020     | 未取得參賽資格 | 未取得參賽資格 | 未取得參賽資格 | 未取得參賽資格 | 未取得參賽資格 |
| 2024     | 分組賽         | 分組賽         | 分組賽         | 分組賽         | 分組賽         |
| 總計     | Best: N/A      |                | 0              | 0              | 0              |